# Сигловате
Сигловате — село в Україні, в Самбірському районі Львівської області. Населення становить 833 осіб. Орган місцевого самоврядування — Боринська селищна рада.

## Географія
Селом протікає потік Сихловий.

## Церква
Дерев'яна церква Преображення Господнього постала у 1937 році. Розташована посеред села на рівній ділянці. У своєму плануванні храм є триверхою будівлею бойківського типу. Це найпізніший зразок бойківської церкви. Відмінністю церкви від інших є те, що її конструкція не зрубна, а стовпова. Церква складається з трьох квадратних в плані об'ємів, розташованих вівтарем на схід. Ширша нава (архітектура) вкрита пірамідальним наметовим верхом з двома заломами, бабинець і вівтар мають такі ж верхи з одним заломом. З півдня до вівтаря прилягає невелика ризниця. Оточує церкву вузьке піддашшя оперте на приставлені кронштейни. Стіни ошальовані вертикально дошками. У 1961-1989 роках церква була зачинена через заборону богослужінь з боку радянської влади.